# Avro 621 Tutor
L'Avro 621 Tutor fu un aereo da addestramento monomotore biplano prodotto dall'azienda aeronautica britannica A.V. Roe and Company (Avro) negli anni trenta.

## Storia del progetto
Il 621 Tutor venne ordinato nel 1930 in un primo lotto di 21 esemplari per sostituire gli Avro 504 nelle scuole della RAF. Venne introdotto in servizio nel 1932, e vi rimase quasi fino allo scoppio del secondo conflitto mondiale. Alcuni esemplari vennero adattati ad idrovolanti e nacque il 621 Sea Tutor.
Venne prodotto su licenza anche in Sudafrica ed in Polonia.

## Versioni
Avro 621 Trainer
versione biposto da addestramento primario equipaggiato con un motore radiale Armstrong Siddeley Mongoose.
Avro 621 Tutor
versione biposto da addestramento primario equipaggiato con un radiale Armstrong Siddeley Lynx.
Avro 621 Tutor II
One aircraft was modified into a two bay biplane.
Avro 621 survey version
versione da sorveglianza aerea utilizzato in Tanganyika, realizzato in tre esemplari.

### Varianti
Avro 646 Sea Tutor
versione idrovolante a scarponi biposto, realizzata in 15 esemplari.

## Utilizzatori
Cecoslovacchia
- Češkoslovenske Letectvo

i piloti dell'esercito cecoslovacco operarono almeno con un esemplare nel 310 Fighter Squadron RAF.
 Canada
- Royal Canadian Air Force

operò con sei esemplari..
 Repubblica di Cina
- Chung-Hua Min-Kuo K'ung-Chün (aeronautica del Guanxi)

operò con cinque esemplari.
 Danimarca
- Hærens Flyvertropper

operò con cinque esemplari.
 Iran
- Niru-ye Havayi-ye Shahanshahiy-e Iran

operò con tre esemplari.
 Irlanda
- Aer Chór na hÉireann

operò con tre esemplari.
 Grecia
- Ellinikí Vasilikí Aeroporía

operò con circa 90 esemplari.
 Polonia
- Siły Powietrzne

acquisì due esemplari.
 Regno Unito
- Royal Air Force

acquisì 417 esemplari.
 Sudafrica
- South African Air Force

operò con circa 60 esemplari.